# Jean-Richard Bloch
Jean-Richard Bloch (geboren 25. Mai 1884 in Paris; gestorben 15. März 1947 ebenda) war ein französischer Schriftsteller und Kritiker jüdischer Herkunft.

## Leben
Als Kommunist und Antifaschist war er Freund von Romain Rolland und nahm am Spanischen Bürgerkrieg 1936 teil. Nach der deutschen Besetzung Frankreichs im Juni 1940 begann auch hier die Judenverfolgung, unter der auch Bloch zu leiden hatte. Im April 1941 konnte er mit seiner Frau in die Sowjetunion ausreisen. Bloch arbeitete in Moskau bei einem Sender, der Radioprogramme in französischer Sprache ausstrahlte. Sie kehrten erst Im Januar 1945 zurück. Ihre Tochter France Bloch-Sérazin wurde 1942 als Widerstandskämpferin der Résistance verhaftet und zum Tode verurteilt. 1943 wurde sie im Gefängnis Holstenglacis in Hamburg mit dem Fallbeil hingerichtet. Ihr Ehemann Fredo Serazin wurde 1944 in der Haft in Frankreich ermordet.
Jean-Richard Bloch war von 1946 bis zu seinem Tode Mitglied des Oberhauses des französischen Parlaments, des damaligen Conseil de la République.

## Werke
- Simler & Co. Rotapfel, Zürich 1926
- Kurdische Nacht: Roman. Rotapfel, Zürich 1927
- Lévy. Erzählung. Rhein-Verlag, Basel 1927; wieder in Frauke Rother, Klaus Möckel Hgg.: Französische Erzähler aus 7 Jahrhunderten. Übers.: Hannelore Jubisch. Verlag Volk und Welt, Berlin (DDR) 2. Aufl. 1985, S. 68–115 (über die Dreyfus-Affäre)
- Auf einem Frachtdampfer nach Afrika: Entdeckungsfahrt ins Land des Allbekannten. Zsolnay, Wien 1929.
- & Co: Roman aus der Welt der Industrie. Zsolnay, Wien 1930
- Vom Sinn unseres Jahrhunderts. Zsolnay, Berlin 1932
- Sybilla. Roman. Zsolnay, Berlin 1933
- Toulon. Französische Geschichte in 3 Epochen. Henschel, Berlin 1947
- Spanien '36. Übers.: Klaus Laabs und Jeanne Pachnicke. Aufbau-Verlag, Berlin (DDR) 1986